# Culex elgonicus
Culex elgonicus är en tvåvingeart som beskrevs av Edwards 1941. Culex elgonicus ingår i släktet Culex och familjen stickmyggor. Inga underarter finns listade i Catalogue of Life.